# David M. Rodriguez

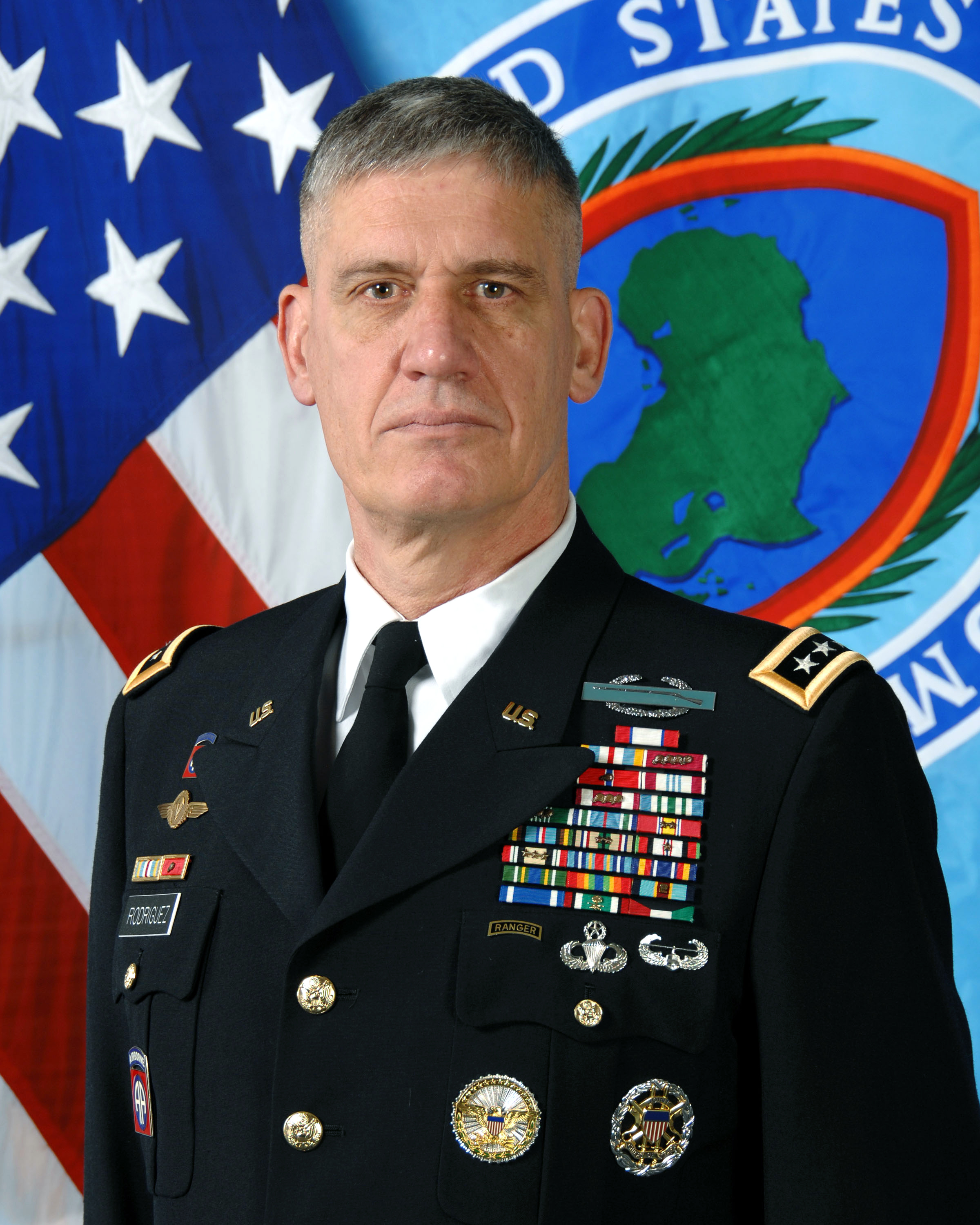
David M. Rodriguez (2013)

David M. Rodriguez (* 23. Mai 1954 in Overbrook, Pennsylvania) ist ein ehemaliger General der United States Army; vom 5. April 2013 bis zum 18. Juli 2016 befehligte er das United States Africa Command in Stuttgart. Zuvor war er von Juli bis Oktober 2009 stellvertretender Kommandeur der United States Forces Afghanistan, ab dem 12. Oktober 2009 kommandierte er das neu aufgestellte ISAF Joint Command (IJC) unterhalb des Kommandeurs der ISAF.

## Militärische Laufbahn

### Ausbildung und erste Verwendungen
Rodriguez schloss 1976 die US Military Academy in West Point ab und erhielt sein Offizierspatent als Second Lieutenant. Seine erste Verwendung hatte er beim 1. Bataillon, 61. US-Infanterieregiment (mechanisiert), wo er als Zugführer eines Platoons und später als Executive Officer (XO) einer Kompanie eingesetzt war.

### Dienst als Stabsoffizier
Ende der 1980er war Rodriguez in der 82. US-Luftlandedivision eingesetzt. Hier diente er als XO des 1. Bataillon, 505. US-Fallschirmjägerregiment, und war mit dem Regiment auch in den Operationen Desert Shield und Desert Storm im Auslandseinsatz. Nach weiteren Verwendungen kehrte er 1997 zur 82. US-Luftlandedivision zurück und übernahm das Kommando über das 325. US-Luftlanderegiment.

### Dienst im Generalsrang
Nach weiteren Verwendungen diente Brigadier General Rodriguez bis 2005 als stellvertretender Direktor für regionale Operationen (J-33) im Joint Staff. Diesen Posten gab er im Februar 2005 an Brigadier General Carter F. Ham ab, der gerade aus dem Auslandseinsatz im Irak zurückgekehrt war, wo er die Multi-National Brigade Northwest kommandiert hatte. Rodriguez seinerseits wurde zum Major General befördert und übernahm im Februar 2005 im Irak den neugeschaffenen Posten des Kommandeurs der Multi-National Division Northwest unter dem Oberbefehl von General George W. Casey, Jr.
Dieses Kommando hatte er ein Jahr lang inne. Nach der Rückkehr aus dem Irak übernahm er schließlich am 7. April 2006 das Kommando über die 82. US-Luftlandedivision in Fort Bragg, North Carolina und führte diese bis zum 21. Juli 2008. Während dieser Zeit war er mit der Division abermals im Auslandseinsatz, diesmal in Afghanistan, wo er gleichzeitig als Regionalkommandeur Ost (RC-E) der ISAF fungierte.
Im August 2008 erfolgte unter Ernennung zum Lieutenant General die Übernahme des Postens des Senior Military Assistant to the Secretary of Defense, womit er als erster militärischer Berater des US-Verteidigungsministers Robert Gates fungierte.

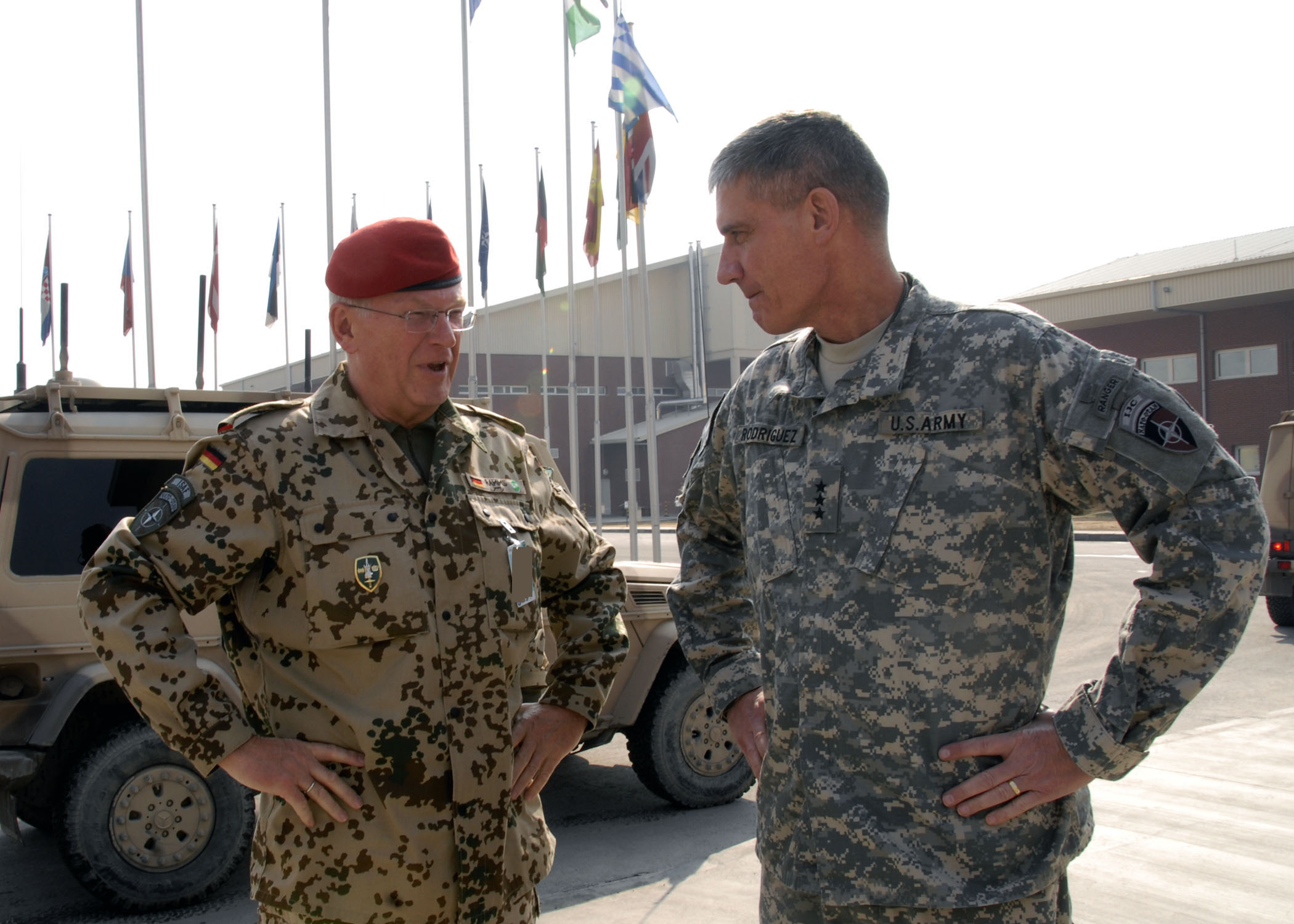
General David M. Rodriguez mit dem Bundeswehr-General Egon Ramms auf dem Kabul International Airport in Afghanistan (Okt. 2009)

Im Juli 2009 übernahm Rodriguez schließlich in Afghanistan unter dem Kommando von General Stanley A. McChrystal den Posten des stellvertretenden Kommandeurs der US Forces Afghanistan. Zudem sollte er innerhalb der NATO-Kommandostruktur ein untergeordnetes Hauptquartier unter dem ISAF-Hauptquartier aufbauen und kommandieren. Es sollte sich dabei um ein Hauptquartier der Korps-Ebene handeln und sich mit dem „Tagesgeschäft“ der ISAF befassen. Diese Zwischenebene in der Kommandokette, die die US-Streitkräfte bereits in ähnlicher Weise bei der Multi-National Force Iraq etabliert haben, soll den ISAF-Kommandeur, ebenfalls General McChrystal, entlasten, sodass dieser sich auf die strategische Ebene konzentrieren kann. Dazu gehören die Bildung und Pflege von Beziehungen und Koordinierung mit den Regierungen von Afghanistan und Pakistan, Nicht-Regierungsorganisationen sowie die Ausbildung der afghanischen Sicherheitskräfte. Im Rahmen von Strukturänderungen bei der ISAF wurde Rodriguez dann zum 12. Oktober 2009 Kommandeur eben jenes neuen Kommandos, des ISAF Joint Command (IJC). Im Frühjahr 2010 übernahm Rodriguez zusätzlich wieder den Posten des stellvertretenden Kommandeurs der US Forces Afghanistan.
Am 29. März 2011 wurde Rodriguez für den Posten des Kommandeurs des US Army Forces Command nominiert, er übte dieses Kommando bis zu seiner Berufung als Kommandeur des US Africa Kommandos aus.

## Auszeichnungen
Auswahl der Dekorationen, sortiert in Anlehnung der Order of Precedence of Military Awards:
- Defense Distinguished Service Medal (2 ×)
- Army Distinguished Service Medal (2 ×)
- Defense Superior Service Medal
- Legion of Merit (5 ×)
- Bronze Star (2 ×)
- Defense Meritorious Service Medal
- Meritorious Service Medal (4 ×)
- Joint Service Commendation Medal
- Army Commendation Medal (3 ×)
- Joint Service Achievement Medal
- National Defense Service Medal (2 ×)
- Southwest Asia Service Medal (3 ×)
- Afghanistan Campaign Medal (3 ×)
- Iraq Campaign Medal (2 ×)
- Global War on Terrorism Expeditionary Medal
- Global War on Terrorism Service Medal
- Médaille de la Défense nationale

### Beförderungen
| Rangabzeichen      | Rang               | Beförderungsdatum  |
| ------------------ | ------------------ | ------------------ |
| Second Lieutenant  | Second Lieutenant  | 2. Juni 1976       |
| First Lieutenant   | First Lieutenant   | 2. Juni 1978       |
| Captain            | Captain            | 1. August 1980     |
| Major              | Major              | 1. September 1987  |
| Lieutenant Colonel | Lieutenant Colonel | 1. April 1993      |
| Colonel            | Colonel            | 1. August 1997     |
| Brigadier General  | Brigadier General  | 1. März 2002       |
| Major General      | Major General      | 15. Juli 2005      |
| Lieutenant General | Lieutenant General | 1. Juli 2008       |
| General            | General            | 12. September 2012 |